# Benedikt von Ahlefeldt (1593–1634)
Benedikt (Bendix) von Ahlefeldt (* 17. Mai 1593 in Haseldorf; † 18. Mai 1634 ebenda) war Erbherr auf Haseldorf, Osterrade, Kluvensiek und Klosterpropst zu Uetersen.

## Leben

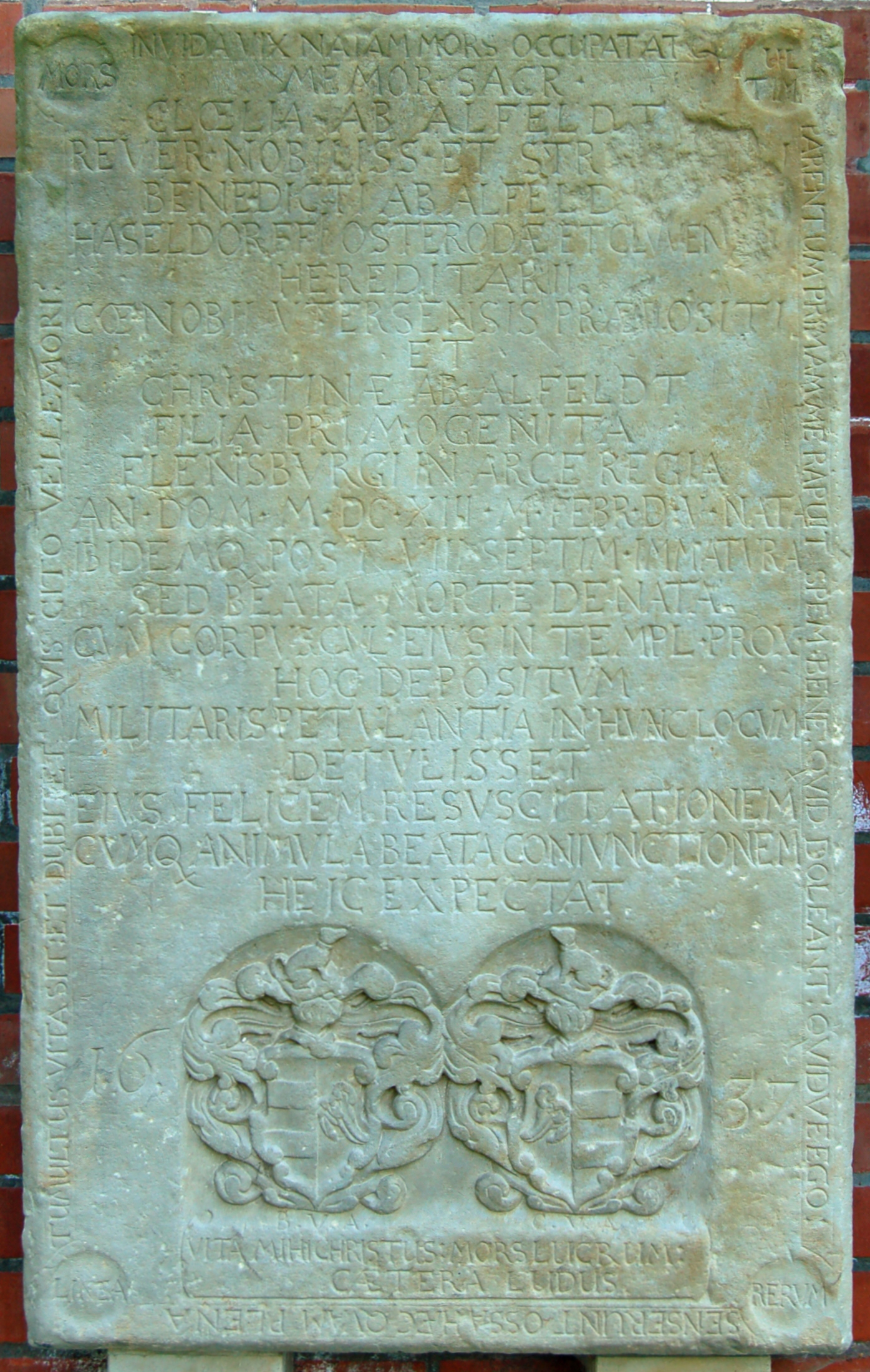
Grabplatte des Benedikt von Ahlefeldt in der Sankt-Gabriel-Kirche zu Haseldorf

Er studierte an der Leucorea in Wittenberg und wurde nach seiner Rückkehr Holstein-Gottorfischer Geheimer Rat und Propst in Preetz. Benedikt von Ahlefeldt hatte ein sehr hohes Ansehen, so dass keine wichtige Entscheidung im Staat ohne ihn vorgenommen oder beschlossen wurde, so beendigte er unter anderen die Grenzstreitigkeiten mit Dänemark. Später übersetzte er die Schleswig-Holsteinische „Hof-Gerichts-Ordnung“ in die deutsche Sprache.
Er, der 1569 in dem Krieg mit den Dithmarschern Mitglied des fürstlichen Kriegsrats war, geriet später wegen verschiedener Dinge, insbesondere über den Besitz und die Nutzung des Aussendeichs an der Elbe, mit seinem Bruder Wulff von Ahlefeldt in heftigen Streit. Dieser Bruderzwist hatte nicht allein Prozesse und Rechtsstreitigkeiten, sondern auch arge Gewalttaten zur Folge und vererbte sich auf ihre Söhne Detlev von Ahlefeldt und Marquard von Ahlefeldt, unter denen sich blutige Todfehde entwickelte, so dass sie sich letztendlich gegenseitig umbrachten.
1626 wurde Benedikt von Ahlefeldt zum Klosterpropst des Klosters Uetersen gewählt und behielt dieses Amt bis 1634 bei.